# Amirafra
Genre
Amirafra est un genre d'alouettes de la famille des Alaudidae. Il est constitué de trois espèces qui étaient autrefois placées dans le genre Mirafra. On peut retrouver ces alouettes en Afrique subsaharienne.

## Taxonomie
En 2023, une étude de phylogénétique moléculaire sur la famille Alaudidae réalisée par l'ornithologue suédois Per Alström et ses collaborateurs a révélé que le genre Mirafra était fortement hétérogène, présentant de trop grandes divergences génétiques internes. Ils ont donc proposé de diviser le genre Mirafra en quatre genres, chacun correspondant à un clade majeur. Pour l'un de ces clades, ils ont recréé le genre Amirafra qui avait été créé en 1906 par l'ornithologue russe Valentin Bianchi avec l'Alouette à collier comme espèce type,,. 
Le genre contient trois espèces :
- Alouette à collier, Amirafra collaris
- Alouette d'Angola, Amirafra angolensis
- Alouette bourdonnante, Amirafra rufocinnamomea